# MG M-Type
La M-Type è un'autovettura prodotta dalla Morris Garages dal 1929 al 1932. È anche conosciuta come 8/33.

## Storia
Lanciata nel 1928 al salone dell'automobile di Londra in un periodo in cui le vendite delle vetture MG di grandi dimensioni erano in sofferenza a causa della crisi di quegli anni, la M-Type estese il raggio d'azione della MG anche nel settore di mercato dei modelli di piccole dimensioni. Questa mossa contribuì a salvare la compagnia, che era in difficoltà.
I primi esemplari vennero prodotti a Cowley, mentre quelli successivi furono assemblati ad Abingdon.
La M-Type aveva installato un motore a quattro cilindri da 847 cm³ di cilindrata e distribuzione monoalbero. Quest'ultimo era mosso da una coppia conica. Il propulsore in questione era già utilizzato sulla Morris Minor del 1928, e possedeva un singolo carburatore SU che permetteva al motore di erogare 20 CV di potenza a 4.000 giri al minuto. La trazione era posteriore, ed il cambio era a tre rapporti non sincronizzati. Il telaio era basato su quello usato sulla Morris Minor del 1928, mentre le sospensioni erano a balestra semiellittica con assale rigido al retrotreno.
Nel 1930 il modello venne aggiornato. I freni a bacchetta di derivazione Morris furono sostituiti da un sistema a cavo. La potenza del motore fu aumentata a 27 CV grazie alla revisione dell'albero a camme. Un cambio a quattro rapporti fu offerto tra gli optional. Le portiere diventarono incernierate anteriormente. Una versione sovralimentata del motore poteva essere ordinata dal 1932. Questo nuovo motore permetteva al modello di raggiungere una velocità massima di 130 km/h.
Molti esemplari furono carrozzati da Carbodies e da Jarvis. Il prezzo di vendita iniziale della roadster era di 175 sterline. Ben presto il costo salì a 185 sterlina. Il prezzo della coupé era invece di 245 sterline.
La M-Type ebbe un discreto successo nelle competizioni.